# Shoal Creek Estates
Shoal Creek Estates és una població dels Estats Units a l'estat de Missouri. Segons el cens del 2000 tenia 51 habitants.

## Demografia
Segons el cens del 2000, Shoal Creek Estates tenia 51 habitants, 19 habitatges, i 17 famílies. La densitat de població era de 196,9 habitants per km².
Dels 19 habitatges en un 42,1% hi vivien nens de menys de 18 anys, en un 89,5% hi vivien parelles casades, en un 0% dones solteres, i en un 5,3% no eren unitats familiars. En el 5,3% dels habitatges hi vivien persones soles el 5,3% de les quals corresponia a persones de 65 anys o més que vivien soles. El nombre mitjà de persones vivint en cada habitatge era de 2,68 i el nombre mitjà de persones que vivien en cada família era de 2,67.
Per edats la població es repartia de la següent manera: un 25,5% tenia menys de 18 anys, un 0% entre 18 i 24, un 33,3% entre 25 i 44, un 19,6% de 45 a 60 i un 21,6% 65 anys o més.
L'edat mediana era de 39 anys. Per cada 100 dones de 18 o més anys hi havia 100 homes.
La renda mediana per habitatge era de 77.394 $ i la renda mediana per família de 101.585 $. Els homes tenien una renda mediana de 85.000 $ mentre que les dones 28.125 $. La renda per capita de la població era de 41.970 $. Cap de les famílies estaven per davall del llindar de pobresa.

## Poblacions més properes
El següent diagrama mostra les poblacions més properes.